# جوجل آي/أو
جوجل آي/أو (بالإنجليزية: Google I/O)‏ هو مؤتمر سنوي لمدة يومين تعقدته جوجل في سان فرانسيسكو، كاليفورنيا. يناقش ميزات التقنية العالية والمتعمقة وتعقد فيه جلسات اجتماعية ركزت على بناء شبكة الإنترنت، الجوال، وتطبيقات المؤسسات مع جوجل وتقنيات الإنترنت المفتوحة مثل أندرويد، وكروم ، كروم أو إس، واجهة برمجة التطبيقات من جوجل، أدوات جوجل للويب، بدأ جوجل I / O في عام 2008.

## وصلات خارجية
- الموقع الرسمي